# 보르가르피외르뒤르

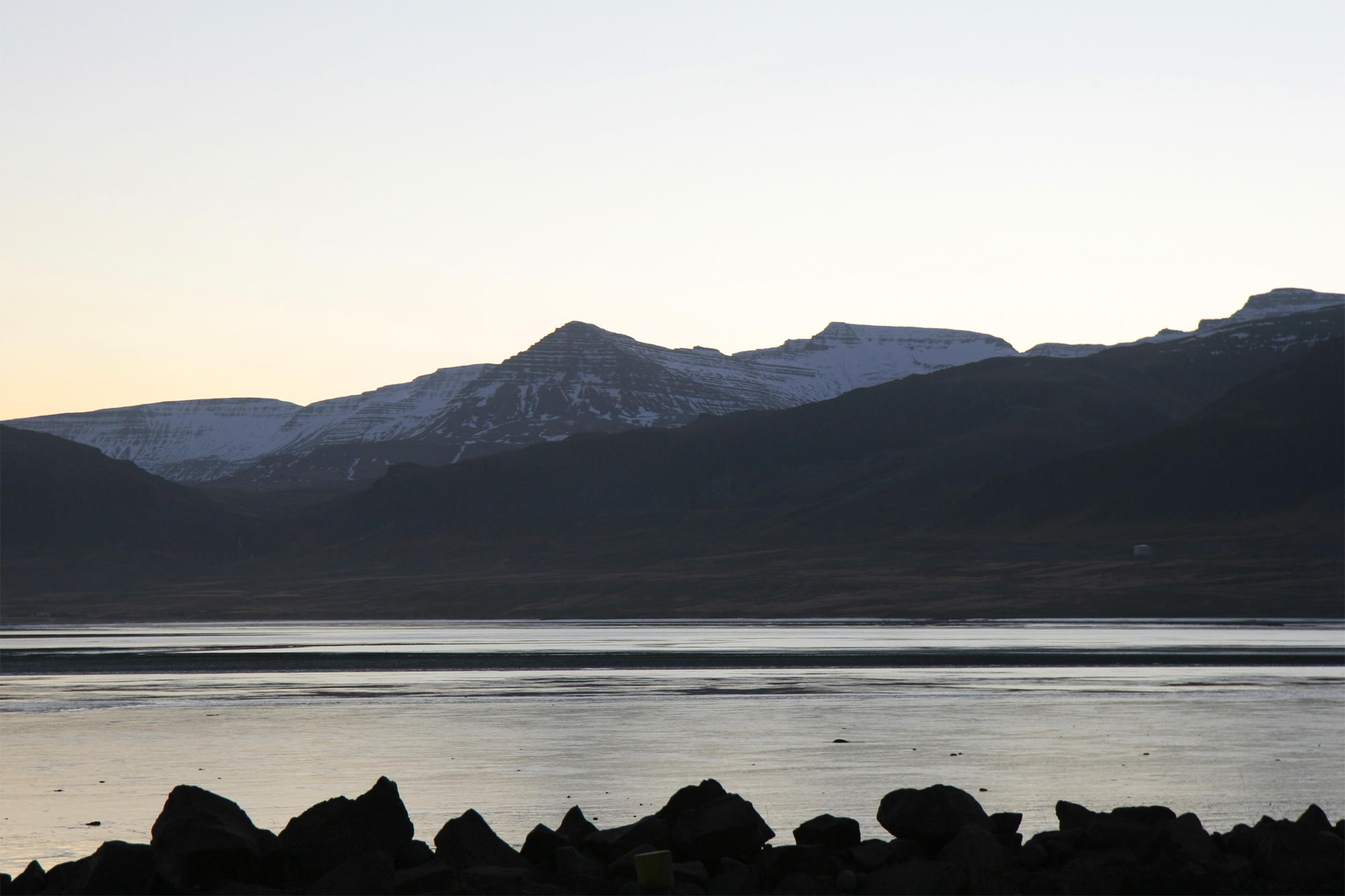
보르가르피외르뒤르

보르가르피외르뒤르(아이슬란드어: Borgarfjörður)은 아이슬란드 서쪽 보르가르네스 근처에 위치한 피오르드이다. 보르가르피외르뒤르의 물은 잠잠한 것처럼 보이지만, 중요한 암류와 얕은 곳이 있다. 피오르드 위에 위치한 많은 평평한 섬들은 사람이 살지 않은 무인도이다.
보르가르네스 근처 국도1호선이 Borgarfjarðarbrú 다리를 지나가며, 이 다리는 피요르드의 내륙 부분에서 0.5km 다리이다.
피오르드의 이름은 보르그(Borg)라는 농장에서 온 것으로 보인다.